# カーン・アイハン
カーン・アイハン（Kaan Ayhan、1994年11月10日 - ）は、ドイツ・ノルトライン＝ヴェストファーレン州ゲルゼンキルヒェン出身のプロサッカー選手。トルコ代表。ガラタサライSK所属。ポジションは、ディフェンダー。

## クラブ経歴

### シャルケ
4歳で地元クラブのシャルケ04のアカデミーに入団。2012年1月、クラブと最初のプロ契約を結んだ。2013年10月のFCアウクスブルク戦でサライ・アーダームと交代しトップチームデビュー。試合には4-1で勝利した。2014年5月のSCフライブルク戦で初ゴール。
2016年1月、アイントラハト・フランクフルトにレンタル移籍することが発表された。この契約には買い取りオプションが付いていたが、移籍金が高すぎるとフランクフルト側が判断したため行使されなかった。

### デュッセルドルフ
2016年8月、ユース時代から17年過ごしたシャルケを退団し、2. ブンデスリーガのフォルトゥナ・デュッセルドルフと契約を結んだ。

### サッスオーロ
2020年8月16日、USサッスオーロ・カルチョと契約した。
2023年1月30日、祖国トルコのガラタサライSKへ2022-23シーズン終了時までレンタル移籍をした。

## 代表歴
アイハンはトルコ系ドイツ人であるため、トルコ代表とドイツ代表のいずれかを選ぶことが出来た。2011年にはドイツ代表の一員としてU-17欧州選手権とU-17ワールドカップに参加した。2013年10月、U-21トルコ代表招集を機に国籍を変更。2016年8月に開催されたロシアとの親善試合でA代表初キャップ。

## タイトル
フォルトゥナ・デュッセルドルフ
- 2. ブンデスリーガ:2017-18